# Danh sách tập phim Happy Tree Friends
Happy Tree Friends là một loạt phim hoạt hình được tạo ra và phát triển bởi Rhode Montijo, Kenn Navarro và Warren Graff cho Mondo Media. Tổng cộng có 6 mùa của loạt phim đã được phát hành, gồm: 5 mùa trên Internet và 1 mùa trên truyền hình.
Năm 1999, đoàn làm phim bắt đầu loạt phim bằng một tập thử nghiệm, có tên "Banjo Frenzy", trong đó có hình ảnh một con khủng long xanh, một con sóc xanh da trời, một con thỏ vàng và một con hải ly màu tím. Tập chính thức đầu tiên có tên là "Spin Fun Knowin 'Ya!", được phát sóng vào đêm Giáng sinh cùng năm đó và có các phiên bản sau này của khủng long, thỏ, sóc và hải ly, và từ thời điểm đó đoàn phim đã bắt đầu giới thiệu các nhân vật mới cho chương trình. Nó nhanh chóng trở thành một hiện tượng Internet với hàng triệu lượt truy cập mỗi tập. Năm 2006, series truyền hình của phim được phát sóng trên kênh G4 tại Hoa Kỳ. Nó cũng được phát sóng trên G4 và Razer ở Canada vào năm 2007.
Một phần spin-off có tên "Ka-Pow!" ra mắt vào tháng 9 năm 2008. Vào năm 2010, sau khi phát sóng 15 tập của mùa thứ ba, một thời gian gián đoạn bắt đầu, trong đó chỉ có một tập phim ngắn HTF Break được phát sóng với một thông điệp nhỏ ở cuối mỗi tập, "Happy Tree Friends is dead!" (Happy Tree Friends đã chết!). Tình huống này khiến nhiều người hâm mộ lo ngại vì họ cho rằng bộ phim sẽ sớm kết thúc. Các nhà biên kịch khẳng định rằng họ đang đùa cợt việc các nhân vật chết nhiều, tạo thành một cụm từ chơi chữ với từ "chết". Thời gian gián đoạn kết thúc vào ngày 8 tháng 12 năm 2011, cho phép loạt phim quay trở lại một lần nữa với tập thứ mười lăm của mùa thứ ba, có tên "Clause for Concern".
Ngoài 5 mùa của chương trình và 1 phần spin-off, đã có một số tập đặc biệt và các tập phim ngắn. Chúng bao gồm 11 tập "Smoochies", 10 tập "Kringles", 13 tập "Break", 5 tập "Love Bites" và 16 tập không thông thường khác chưa được lập chỉ mục. Các tập "Smoochie" liên quan đến 3 vật dụng khác nhau được thả xuống cạnh một nhân vật chính, chỉ để chúng bị giết theo ba cách khác nhau, mỗi cách liên quan đến vật dụng rơi cạnh nhân vật. Các vật dụng rơi xuống phụ thuộc vào chủ đề của Smoochie của nhân vật. Những tập này đã được chuyển thể thành trang web Happy Tree Friends, nơi người chơi có thể chọn một món đồ để thả. Các tập "Kringle" là các tập phim ngắn theo chủ đề Giáng sinh, có các nhân vật chính thực hiện các nhiệm vụ khác nhau liên quan đến Giáng sinh, chỉ để bị giết theo nhiều cách khác nhau. Các tập "Love Bites" là các tập phim ngắn theo chủ đề Ngày Valentine, đi kèm với cấu trúc cơ bản của một tập Happy Tree Friends. Các tập "Break" được sản xuất vào năm 2008, khi không có tập phim mới nào được sản xuất cho đến năm sau. Một thời gian ngắn mới ra mắt vào năm 2009.

## Tổng quan toàn Series
| Mùa             | Số tập | Phát hành    | Phát hành     | Phát hành           |
| Mùa             | Số tập | Tập đầu tiên | Tập cuối cùng | Kênh                |
| --------------- | ------ | ------------ | ------------- | ------------------- |
| 1               | 27     | 24/12/1999   | 20/10/2001    | Mondo Media         |
| 2               | 28     | 1/9/2002     | 15/12/2005    | Mondo Media         |
| Series TV       | 13     | 25/9/2006    | 25/12/2006    | G4                  |
| 3               | 25     | 24/10/2006   | 29/3/2013     | Mondo Media YouTube |
| 4               | 9      | 14/6/2013    | 6/3/2014      | Mondo Media YouTube |
| 5 (Still Alive) | 5      | 7/12/2016    | 22/12/2016    | Mondo Media YouTube |

## Các tập phim Internet

### Mùa 1 (1999–2001)
| Số tập (toàn series) | Số tập (mùa 1) | Tên tập                       | Ngày phát sóng |
| -------------------- | -------------- | ----------------------------- | -------------- |
| 1                    | 1              | "Spin Fun Knowin' Ya"         | 24/12/1999     |
| 2                    | 2              | "House Warming"               | 31/12/1999     |
| 3                    | 3              | "Helping Helps"               | 7/1/2000       |
| 4                    | 4              | "Crazy Ant-ics"               | 28/1/2000      |
| 5                    | 5              | "Havin' a Ball"               | 4/2/2000       |
| 6                    | 6              | "Water You Wading For"        | 11/2/2000      |
| 7                    | 7              | "Nuttin' Wrong with Candy"    | 18/2/2000      |
| 8                    | 8              | "Wheelin' and Dealin'"        | 18/2/2000      |
| 9                    | 9              | "Pitchin' Impossible"         | 3/3/2000       |
| 10                   | 10             | "Stayin' Alive"               | 10/3/2000      |
| 11                   | 11             | "Treasure Those Idol Moments" | 14/3/2000      |
| 12                   | 12             | "Chip Off the Ol' Block"      | 3/5/2000       |
| 13                   | 13             | "Nuttin' But the Tooth"       | 19/5/2000      |
| 14                   | 14             | "Hide and Seek"               | 26/5/2000      |
| 15                   | 15             | "Whose Line Is It Anyway?"    | 2/6/2000       |
| 16                   | 16             | "Boo Do You Think You Are?"   | 9/6/2000       |
| 17                   | 17             | "Mime and Mime Again"         | 16/6/2000      |
| 18                   | 18             | "You're Bakin' Me Crazy"      | 23/6/2000      |
| 19                   | 19             | "Tongue Twister Trouble"      | 30/6/2000      |
| 20                   | 20             | "Meat Me for Lunch"           | 2/3/2001       |
| 21                   | 21             | "Sweet Ride"                  | 10/3/2001      |
| 22                   | 22             | "It's a Snap"                 | 17/3/2001      |
| 23                   | 23             | "Off the Hook"                | 24/3/2001      |
| 24                   | 24             | "Spare Me"                    | 31/3/2001      |
| 25                   | 25             | "Snow What? That's What!"     | 7/4/2001       |
| 26                   | 26             | "This Is Your Knife"          | 14/4/2001      |
| 27                   | 27             | "Happy Trails" (Part 1)       | 20/10/2001     |

### Mùa 2 (2002–2005)
| Số tập (toàn series) | Số tập (mùa 2) | Tên tập                                    | Ngày phát hành |
| -------------------- | -------------- | ------------------------------------------ | -------------- |
| 28                   | 1              | "Happy Trails" (Part 2: Jumping The Shark) | 1/9/2002       |
| 29                   | 2              | "Eye Candy"                                | 8/9/2002       |
| 30                   | 3              | "Rink Hijinks"                             | 15/9/2002      |
| 31                   | 4              | "Flippin' Burgers"                         | 22/9/2002      |
| 32                   | 5              | "Get Whale Soon"                           | 29/9/2002      |
| 33                   | 6              | "Snip Snip Hooray!"                        | 6/10/2002      |
| 34                   | 7              | "Eyes Cold Lemonade"                       | 13/10/2002     |
| 35                   | 8              | "Milkin' It"                               | 20/10/2002     |
| 36                   | 9              | "Out of Sight, Out of Mime"                | 27/10/2002     |
| 37                   | 10             | "Class Act"                                | 3/11/2002      |
| 38                   | 11             | "The Way You Make Me Wheel"                | 8/12/2002      |
| 39                   | 12             | "Better Off Bread"                         | 20/4/2003      |
| 40                   | 13             | "I Get a Trick Out of You"                 | 27/4/2003      |
| 41                   | 14             | "Shard at Work"                            | 4/5/2003       |
| 42                   | 15             | "Water Way to Go"                          | 11/5/2003      |
| 43                   | 16             | "Out on a Limb"                            | 18/5/2003      |
| 44                   | 17             | "Keepin' It Reel"                          | 8/6/2003       |
| 45                   | 18             | "A Hard Act to Swallow"                    | 21/9/2003      |
| 46                   | 19             | "Let It Slide"                             | 28/9/2004      |
| 47                   | 20             | "Icy You"                                  | 22/12/2004     |
| 48                   | 21             | "Hello Dolly"                              | 3/10/2004      |
| 49                   | 22             | "Remains to Be Seen"                       | 27/9/2003      |
| 50                   | 23             | "Stealing the Spotlight"                   | 9/11/2003      |
| 51                   | 24             | "Ski Ya, Wouldn't Wanna Be Ya!"            | 4/1/2004       |
| 52                   | 25             | "Blind Date"                               | 22/2/2004      |
| 53                   | 26             | "Suck It Up"                               | 22/2/2004      |
| 54                   | 27             | "From A to Zoo"                            | 15/12/2005     |

### Mùa 3 (2007–2013)
| Số tập (toàn series) | Số tập (mùa 3) | Tên tập                      | Ngày phát hành |
| -------------------- | -------------- | ---------------------------- | -------------- |
| 55                   | 1              | "Read 'em and Weep"          | 2/11/2007      |
| 56                   | 2              | "Can't Stop Coffin"          | 24/10/2008     |
| 57                   | 3              | "We're Scrooged!"            | 27/11/2007     |
| 58                   | 4              | "A Sucker for Love" (Part 1) | 8/2/2008       |
| 59                   | 5              | "A Sucker for Love" (Part 2) | 8/2/2008       |
| 60                   | 6              | "Just Desert"                | 22/5/2008      |
| 61                   | 7              | "Peas in a Pod"              | 18/10/2008     |
| 62                   | 8              | "Wrath of Con"               | 20/7/2009      |
| 63                   | 9              | "All Flocked Up"             | 18/8/2009      |
| 64                   | 10             | "Something Fishy"            | 14/9/2009      |
| 65                   | 11             | "Without a Hitch"            | 13/10/2009     |
| 66                   | 12             | "Swelter Skelter"            | 6/11/2009      |
| 67                   | 13             | "I Nub You"                  | 5/2/2010       |
| 68                   | 14             | "A Bit of a Pickle"          | 7/5/2010       |
| 69                   | 15             | "See You Later, Elevator"    | 1/10/2010      |
| 70                   | 16             | "Clause for Concern"         | 8/12/2011      |
| 71                   | 17             | "The Chokes on You"          | 23/3/2012      |
| 72                   | 18             | "Royal Flush"                | 6/5/2012       |
| 73                   | 19             | "Brake the Cycle"            | 17/6/2012      |
| 74                   | 20             | "Random Acts of Silence"     | 2/8/2012       |
| 75                   | 21             | "Breaking Wind"              | 3/10/2012      |
| 76                   | 22             | "All in Vein"                | 19/10/2012     |
| 77                   | 23             | "Bottled Up Inside"          | 21/11/2012     |
| 78                   | 24             | "No Time Like the Present"   | 20/12/2012     |
| 79                   | 25             | "By the Seat of Your Pants"  | 29/3/2013      |

### Mùa 4 (2013–2014)
| Số tập (toàn series) | Số tập (mùa 4) | Tên tập                 | Ngày phát hành |
| -------------------- | -------------- | ----------------------- | -------------- |
| 80                   | 1              | "You're Kraken Me Up"   | 14/6/2013      |
| 81                   | 2              | "All Work and No Play"  | 18/7/2013      |
| 82                   | 3              | "Buns of Steal"         | 21/8/2013      |
| 83                   | 4              | "Pet Peeve"             | 3/10/2013      |
| 84                   | 5              | "A Vicious Cycle"       | 17/10/2013     |
| 85                   | 6              | "Put Your Back Into It" | 5/12/2013      |
| 86                   | 7              | "Spare Tire"            | 7/1/2014       |
| 87                   | 8              | "Camp Pokeneyeout"      | 16/1/2014      |
| 88                   | 9              | "Dream Job"             | 6/3/2014       |

### Mùa 5:Still Alive(2016)
| Số tập (toàn series) | Số tập (mùa 5) | Tên tập                 | Ngày phát hành                                      |
| -------------------- | -------------- | ----------------------- | --------------------------------------------------- |
| 89                   | 1              | "Going Out With A Bang" | 7/12/2016 (để mua) 23/6/2017 (phát hành miễn phí)   |
| 90                   | 2              | "A Handy Nanny"         | 16/12/2016 (để mua) 16/5/2019 (phát hành miễn phí)  |
| 91                   | 3              | "An Inconvenient Tooth" | 22/12/2016 (để mua) 20/1/2018 (phát hành miễn phí)  |
| 92                   | 4              | "Just Be Claus"         | 7/12/2016 (để mua) 24/12/2017 (phát hành miễn phí)  |
| 93                   | 5              | "In Over Your Hedge"    | 22/12/2016 (để mua) 24/12/2018 (phát hành miễn phí) |

## Series TV (2006)
| Số tập | Tên tập                                 | Ngày phát hành |
| ------ | --------------------------------------- | -------------- |
| 1a     | "The Wrong Side of the Tracks"          | 25/9/2006      |
| 1b     | "From Hero to Eternity"                 | 25/9/2006      |
| 1c     | "And the Kitchen Sink"                  | 25/9/2006      |
| 2a     | "Party Animal"                          | 2/10/2006      |
| 2b     | "Ipso Fatso"                            | 2/10/2006      |
| 2c     | "Don't Yank My Chain"                   | 2/10/2006      |
| 3a     | "Doggone It"                            | 9/10/2006      |
| 3b     | "Concrete Solution"                     | 9/10/2006      |
| 3c     | "Sea What I Found"                      | 9/10/2006      |
| 4a     | "Easy For You to Sleigh"                | 30/10/2006     |
| 4b     | "Wishy Washy"                           | 30/10/2006     |
| 4c     | "Who's to Flame?"                       | 30/10/2006     |
| 5a     | "Every Litter Bit Hurts"                | 16/10/2006     |
| 5b     | "As You Wish"                           | 16/10/2006     |
| 5c     | "Take a Hike"                           | 16/10/2006     |
| 6a     | "Snow Place to Go"                      | 23/10/2006     |
| 6b     | "Dunce Upon a Time"                     | 23/10/2006     |
| 6c     | "Gems the Breaks"                       | 23/10/2006     |
| 7a     | "A Change of Heart"                     | 6/11/2006      |
| 7b     | "A Hole Lotta Love"                     | 6/11/2006      |
| 7c     | "Mime to Five"                          | 6/11/2006      |
| 8a     | "Blast from the Past"                   | 20/11/2006     |
| 8b     | "Chew Said a Mouthful"                  | 20/11/2006     |
| 8c     | "See What Develops"                     | 20/11/2006     |
| 9a     | "Idol Curiosity"                        | 27/11/2006     |
| 9b     | "Home is Where The Hurt is"             | 27/11/2006     |
| 9c     | "Aw, Shucks!"                           | 27/11/2006     |
| 10a    | "A Sight for Sore Eyes"                 | 3/12/2006      |
| 10b    | "Wipe Out"                              | 3/12/2006      |
| 10c    | "Letter Late than Never"                | 3/12/2006      |
| 11a    | "Wingin' It"                            | 10/12/2006     |
| 11b    | "Tongue in Cheek"                       | 10/12/2006     |
| 11c    | "Easy Comb, Easy Go"                    | 10/12/2006     |
| 12a    | "I've Got You Under My Skin"            | 17/12/2006     |
| 12b    | "In a Jam"                              | 17/12/2006     |
| 12c    | "Junk in the Trunk"                     | 17/12/2006     |
| 13a    | "Hear Today, Gone Tomorrow"             | 25/12/2006     |
| 13b    | "Double Whammy, Part 1"                 | 25/12/2006     |
| 13c    | "Autopsy Turvy (Double Whammy, Part 2)" | 25/12/2006     |

## Các tập phim ngắn khác

### Các tập không thông thường
1. Banjo Frenzy
2. Dino-Sore Days
3. Ski Patrol
4. YouTube Live Episode
5. The Carpal Tunnel of Love
6. Intimate Spotlight
7. False Alarm
8. Asbestos I Can Do
9. Under the Skin
10. Milk Pong
11. Lumpy's Lame Card Trick
12. YouTube Copyright School
13. Oh Xmas Tree
14. Hot Tub Shake
15. Cubtron Z
16. Dumb Ways to Die – Happy Tree Friends Edition
17. YouTube 101: Subscriptions
18. Still Alive - Blood Donor

### Smoochies (2003–2008)
1. Cuddles' Pet Smoochie (16/1/2003)
2. Giggles' Valentine Smoochie (13/2/2003)
3. Toothy's Easter Smoochie (17/4/2003)
4. Petunia's Summer Smoochie (15/5/2003)
5. Nutty's Party Smoochie (12/6/2003)
6. Sniffles' Science Smoochie (3/7/2003)
7. Flaky's Baseball Smoochie (17/7/2003)
8. Pop's BBQ Smoochie (31/7/2003)
9. Mime's Olympic Smoochie (14/8/2008)
10. Disco Bear's Halloween Smoochie (10/10/2008)
11. Cub's Christmas Smoochie (3/12/2008)

### Kringles (2004)
1. Reindeer Kringle
2. Tree Kringle
3. Kitchen Kringle
4. Caroling Kringle
5. Ski Kringle
6. Train Kringle
7. Strain Kringle
8. Chill Kringle
9. Sight Kringle
10. Star Kringle

### Ka-Pow! (2008)
1. Buddhist Monkey: Enter the Garden (23/9/2008)
2. Mole in the City (14/3/2008)
3. Buddhist Monkey: Books of Fury (23/9/2008)
4. Buddhist Monkey: Three Courses of Death (23/9/2008)
5. W.A.R. Journal: Operation: Tiger Bomb (2/9/2008)
6. Splendid's SSSSSuper Squad: Mirror Mirror (18/11/2008)

### Blurb (2008–2015)
Đây là những video chiếu lại các tập phim gốc đã được thêm một loạt các bài phát biểu bong bóng mà một sự thật liên quan đến một cảnh, tạo niềm vui từ một lỗi, hoặc nói một câu nói đùa trong một phong cách tương tự như Mystery Science Theater 3000. Ngoài ra, các tập ban đầu được sản xuất ở định dạng 4:3 (độ nét tiêu chuẩn) được làm lại ở định dạng 16:9 (độ nét cao).
Cho đến nay, Mondo Media đã phát sóng các phiên bản "Blurbed" của các tập sau:
1. Spin Fun Knowin 'Ya
2. Nuttin 'But the Tooth
3. Eyes Cold Lemonade
4. Class Act
5. The Way You Make Me Wheel
6. Shard at Work
7. Keepin 'It Reel
8. Let It Slide
9. Icy You
10. Hello Dolly
11. Remains to Be Seen
12. Stealing the Spotlight
13. Ski Ya, Wouldn't Wanna Be Ya
14. Blind Date
15. Suck It Up
16. Take a Hike
17. Read 'em and Weep
18. Can't Stop Coffin
19. We're Scrooged!
20. Just Desert
21. Peas in a Pod
22. Wrath of Con
23. All Flocked Up
24. Something Fishy
25. Without a Hitch
26. Swelter Skelter
27. I Nub You
28. See You Later, Elevator
29. Brake the Cycle

### HTF Break (2008–2012)
1. Seize the Day
2. Chore Loser
3. Deck the Halls
4. We Wish You
5. Happy New Year
6. Take Your Seat
7. Moppin Up
8. Bite Sized
9. Pop & Corn
10. Butter Me Up
11. Cheesy Does It
12. Tunnel Vision
13. Claw

### Love Bites (2009–2012)
1. Cold Hearted
2. Cold Hearted
3. I Heart U
4. On My Mind
5. My Better Half